# طارق نور للاتصالات
طارق نور للاتصالات هي شركة عالمية للتسويق والاتصالات مقرها في الجيزة ، مصر . إنها واحدة من أكبر وكالات الإعلان في مصر والشرق الأوسط . عندما أسسها طارق نور عام 1979 ، كانت أول وكالة إعلانات خاصة في مصر.

## روابط خارجية
- الموقع الرسمي